# 오크라

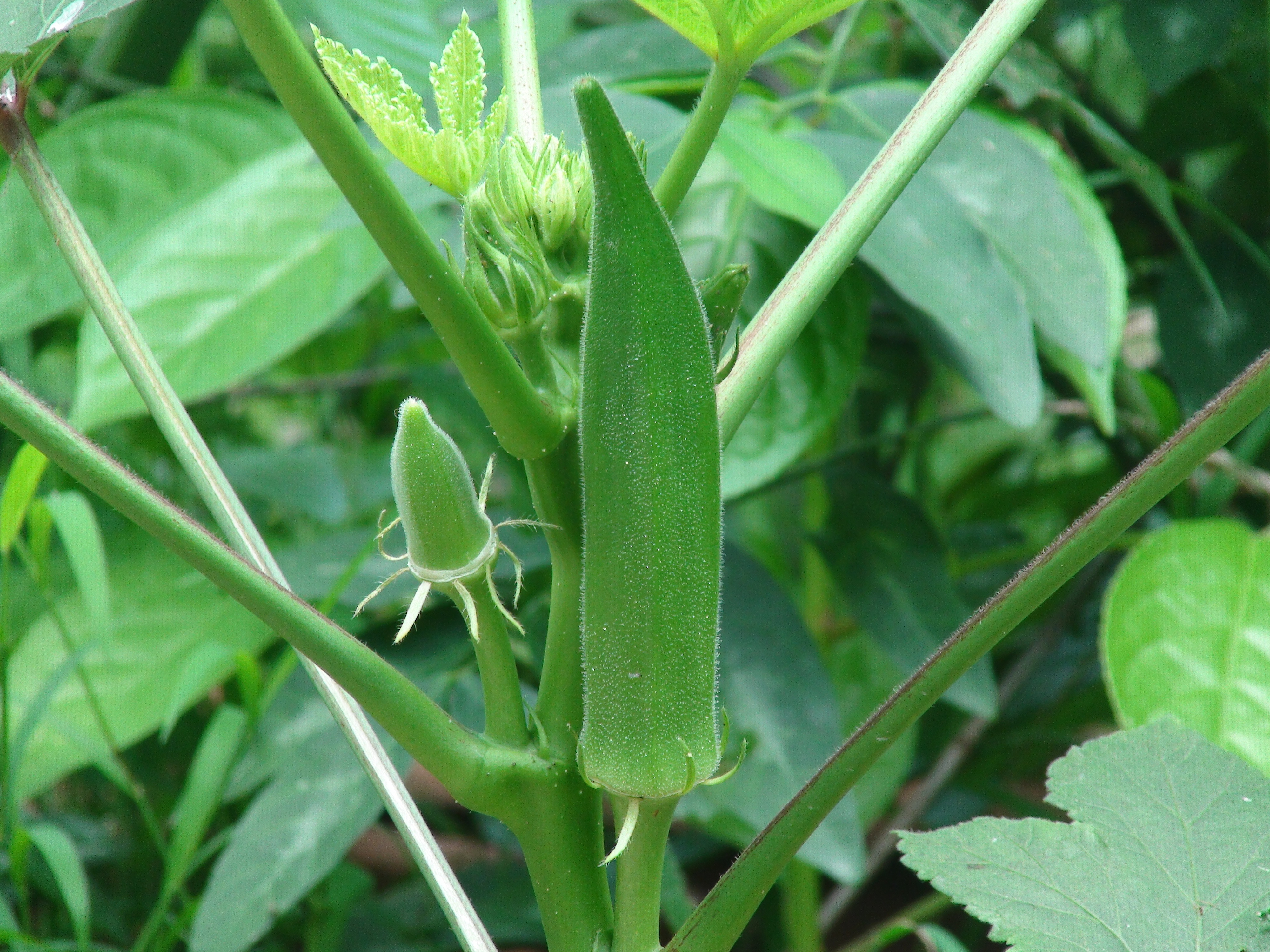
홍콩의 오크라 식물. 익은 열매와 익지 않은 열매가 함께 있다.

오크라(영어: okra, okro 또는 ladies' fingers, ochro, gumbo, 학명: Abelmoschus esculentus 아벨모스쿠스 에스쿨렌투스[*])는 동아프리카가 원산지인 아욱과의 속씨식물이다. 오크라는 전 세계 열대, 아열대, 온대 지역에서 녹색 꼬투리 식용으로 재배되며, 많은 나라의 요리에 사용된다.

## 특징
이 종은 여러해살이 식물로, 온대 기후에서는 종종 한해살이로 재배되며, 보통 약 2미터 높이까지 자란다. 아욱과의 일원으로서 목화, 카카오, 히비스커스와 같은 종들과 관련이 있다. 잎은 길이와 폭이 10~20센티미터이며, 5~7개의 열편을 가진 손바닥 모양으로 갈라져 있다. 꽃은 지름이 4~8센티미터이며, 흰색에서 노란색의 꽃잎 5개를 가지고 있고, 종종 밑부분에 빨간색이나 보라색 반점이 있다. 꽃가루 알갱이는 구형이며 지름이 약 188마이크론이다. 열매는 길이 18센티미터까지 자라는 캡슐로 오각형 단면을 가지며, 수많은 씨앗이 들어있다.

## 어원
학명의 아벨모스쿠스(Abelmoschus)는 아랍어 أَبُو المِسْك(ʾabū l-misk, '사향의 아버지'라는 뜻)에서 유래한 신라틴어이며, 에스쿨렌투스(esculentus)는 인간이 섭취하기에 적합하다는 뜻의 라틴어이다.

## 영양
생 오크라는 90%가 수분이고, 7%가 탄수화물, 2%가 단백질이며, 지방은 무시할 만한 수준이다(표 참조). 기준량 100g에서 생 오크라는 33칼로리를 제공하며, 비타민 C와 비타민 K의 풍부한 공급원이다(일일 권장량의 20% 이상, DV)(표 참조). 티아민, 엽산, 마그네슘, 칼륨은 중간 정도의 함량을 가지고 있다(일일 권장량의 10~19%)(표 참조).

## 요리
오크라는 루이지애나의 검보 수프에 쓰이는 국물을 걸쭉하게 만드는 세 가지 재료 중 하나이다. 오크라 튀김은 미국 남부 요리의 한 음식이다. 쿠바와 푸에르토리코에서는 이 채소를 킴봄보(quimbombó)라고 부르며, 검보와 유사한 요리인 킴봄보 기사도(quimbombó guisado, 오크라 스튜)와 같은 요리에 사용된다. 도미니카 공화국에서는 몰론드론(molondrón)이라고 불리며 전통 요리에도 사용된다. 브라질에서는 북동부 지역의 새우로 만든 카루루(caruru)와 미나스제라이스주의 프랑구 콩 키아부(frango com quiabo, 닭고기와 오크라)와 카르니 헤포가다 콩 키아부(carne refogada com quiabo, 오크라를 넣고 끓인 고기) 등 여러 지역 요리의 중요한 구성 요소이다.
남아시아에서는 꼬투리가 다양한 매운 채소 요리에 사용되며 쇠고기, 양고기, 어린 양고기, 닭고기와 함께 요리하기도 한다.

### 꼬투리
오크라의 꼬투리는 점액질을 함유하고 있어서 씨 꼬투리를 요리할 때 특유의 "끈적한 것" 또는 점액이 생기는데, 점액에는 수용성 섬유질이 포함되어 있다. 오크라의 점액을 줄이는 한 가지 방법은 토마토와 같은 산성 식품과 함께 요리하여 점액을 최소화하는 것이다. 꼬투리는 요리하거나 절이거나 생으로 먹거나 샐러드에 넣어 먹는다. 오크라는 개발도상국에서 영양실조를 완화하고 식량 불안을 해소하는 데 사용될 수 있다.

### 잎과 씨앗
어린 오크라 잎은 비트나 민들레 잎과 비슷하게 요리하거나 샐러드에 사용될 수 있다. 오크라 씨앗은 볶아서 갈아 카페인이 없는 커피 대용품을 만들 수 있다. 1861년 남북 전쟁으로 커피 수입이 중단되었을 때 《Austin State Gazette》는 "1에이커의 오크라는 리우에서 수입한 커피와 모든 면에서 동등한 커피를 농장에 공급할 수 있을 만큼 충분한 씨앗을 생산할 것이다"라고 말했다.
오크라 씨앗에서는 녹황색의 식용 오크라 오일을 압착해 낸다. 이 오일은 맛과 냄새가 좋으며 올레산과 리놀레산 같은 불포화 지방산이 풍부하다. 일부 품종의 씨앗에서 오일 함량은 약 40%이다. 헥타르당 794킬로그램(에이커당 708파운드)의 수확량으로, 한 실험에서는 해바라기씨유만이 이보다 높은 수확량을 보였다.

## 산업적 이용
식물 줄기의 인피섬유는 폴리머 복합재료의 보강재와 같은 산업적 용도로 사용된다. 오크라 식물이 생산하는 점액은 응집 특성을 이용하여 폐수에서 탁도를 제거하는 데 사용될 수 있다. 두꺼운 다당류 필름과 유사한 구성을 가진 오크라 점액은 2018년 현재 생분해성 식품 포장재로 개발되고 있다. 2009년 연구에서는 오크라 오일이 바이오 연료로 사용하기에 적합하다는 것을 발견했다.

## 갤러리
오크라
- 오크라 꽃
- 오크라 싹
- 오크라 카레
- 오크라 스튜